# 河野隆 (実業家)
河野 隆（こうの たかし、1941年3月26日 - ）は、日本の実業家、ハウス食品代表取締役社長。
ハウス食品4代目代表取締役社長、会長を歴任した。

## 来歴・人物
1959年、関西大学経済学部を卒業後、同年4月にハウスカレー浦上商店（現・ハウス食品グループ本社）に入社。1998年6月、ハウス食品株式会社の社長に就任。